# Viaducte de Canalejas

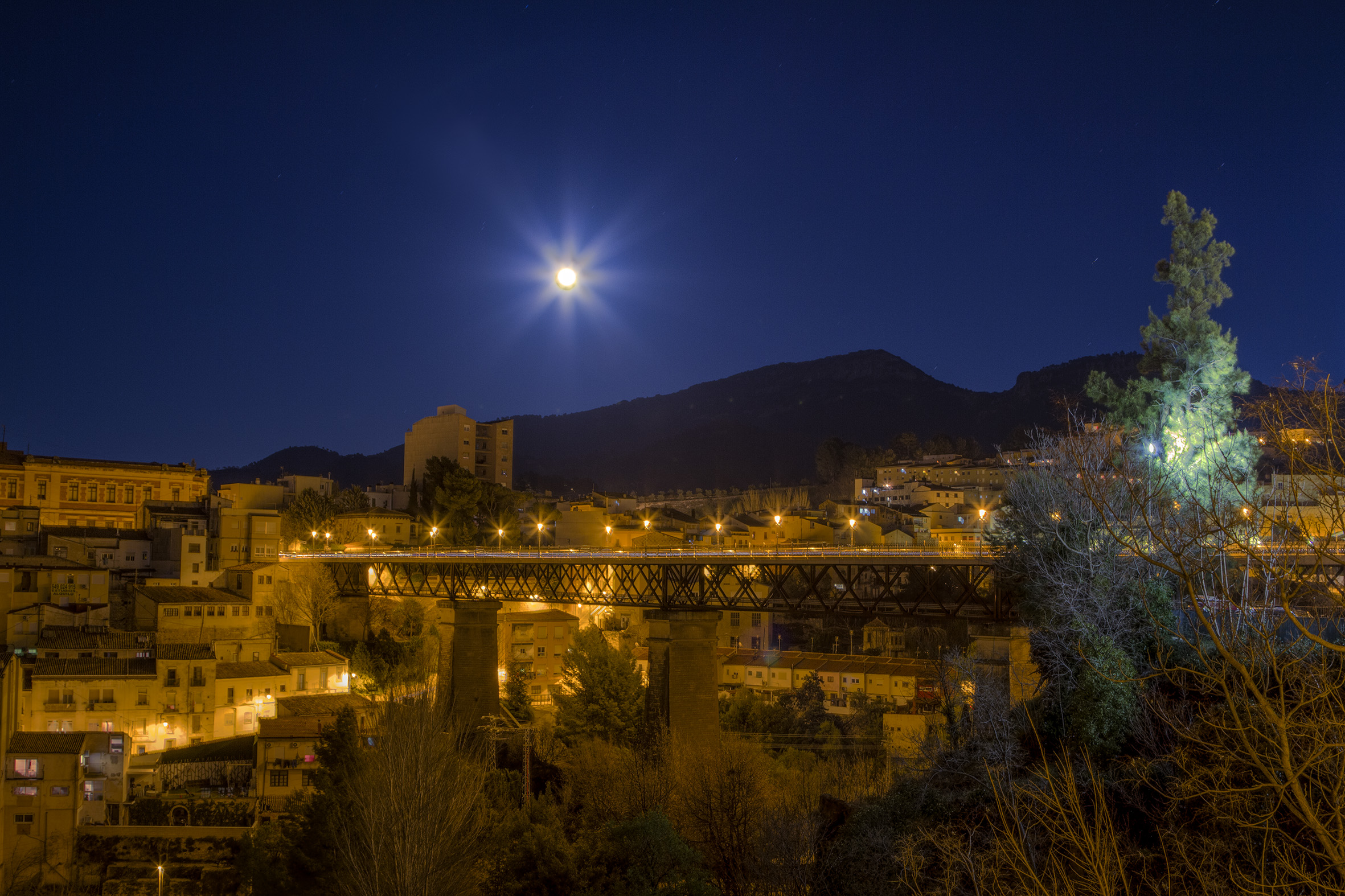
Viaducte de Canalejas de nit.

El Viaducte de Canalejas es troba a la localitat d'Alcoi, al País Valencià, tot comunicant el centre de la ciutat amb el Barri del Viaducte (i amb la carretera de Callosa d'en Sarrià) per sobre del riu Molinar.
El pont es compon d'una estructura metàl·lica d'acer, de 352 tones, que s'aguanta sobre tres pilars i dos estreps. Fa 162 metres de longitud, i arriba a tindre 54 metres d'altura sobre la llera del riu.
La seua construcció va començar l'any 1901. Es va inaugurar el 24 de febrer de 1907. El seu nom el rep de José Canalejas y Méndez, diputat a Corts pel districte d'Alcoi. Va ser obra de l'enginyer Próspero Lafarga, que va comptar amb la col·laboració de l'enginyer d'Alcoi Enric Vilaplana i Julià.
El Viaducte de Canalejas ha esdevingut un emblema paisatgístic de la capital de l'Alcoià, i en el seu moment, es va destacar com una de les obres d'enginyeria més notables de l'Estat. La rehabilitació duta a terme en la dècada de 1980 per l'arquitecte Vicente Vidal va aportar noves voreres per als vianants, una major amplària per als vehicles i una substitució total de l'estructura metàl·lica, aleshores molt deteriorada, la qual rehabilitació va eliminar malauradament el sistema constructiu tipus Eiffel per un altre de més senzill.